# 25 Малого Льва
25 Малого Льва (лат. 25 Leonis Minoris), HD 89572 — одиночная звезда в созвездии Большой Медведицы на расстоянии приблизительно 595 световых лет (около 182 парсеков) от Солнца. Видимая звёздная величина звезды — +6,776m.

## Характеристики
25 Малого Льва — белая звезда спектрального класса A0. Радиус — около 3,1 солнечных, светимость — около 78,26 солнечных. Эффективная температура — около 9610 К.